# ドミニカ共和国軍
ドミニカ共和国軍（ドミニカきょうわこくぐん、スペイン語: Fuerzas Armadas de la República Dominicana）は、ドミニカ共和国の軍事組織。
2007年時点で総員24,500人。
ドミニカ共和国大統領の指揮の下、国防大臣を通じて文民統制を受ける。
国防省傘下の陸海空の三軍の他に、準軍事的組織として内務省傘下の国家警察がある

## 組織構成
国軍の最高司令官は大統領であり、国土防衛が主たる任務である。国軍の軍人総数は約44,000人であるが約40％が非軍事活動に従事している。これは政府所有の非軍事施設の保安要員であり、租税の保安、看守、林業労務、その他国営企業で勤務している。
国防省はその下に、陸軍本部、海軍本部および空軍本部を設置し、統合運用を可能とする第1から第6までの部を組織して、国内を5つの軍管区に区分して管理している。
国軍は麻薬密輸対策活動にも参加している。これらの薬物はドミニカ人などによってイスパニョーラ島からプエルトリコを経由してアメリカ合衆国に流入している。このため国軍は出入国管理を厳格にするため頻繁に活動している。

### 陸軍
陸軍は、約15,000人の規模で、6個歩兵旅団と2個支援旅団から成る。

### 海軍
海軍は、旧式戦闘艦艇7隻と新型戦闘艦艇4隻を基幹にしている。

### 空軍
空軍は、2つの航空基地を基幹に国土を南部と北部に区分して任務に当たっている。

## 国家警察
ドミニカ共和国国家警察（ドミニカきょうわこくこっかけいさつ、Policia Nacional Dominicana）は、人員15,000人の規模を要する内務省傘下の警察である。文民警察組織であるため軍事的要素は少ないが、警察と軍の任務に重複する部分がある。軍の任務に重なる部門については、通常の警察業務から離れる。